# Kranzhaus

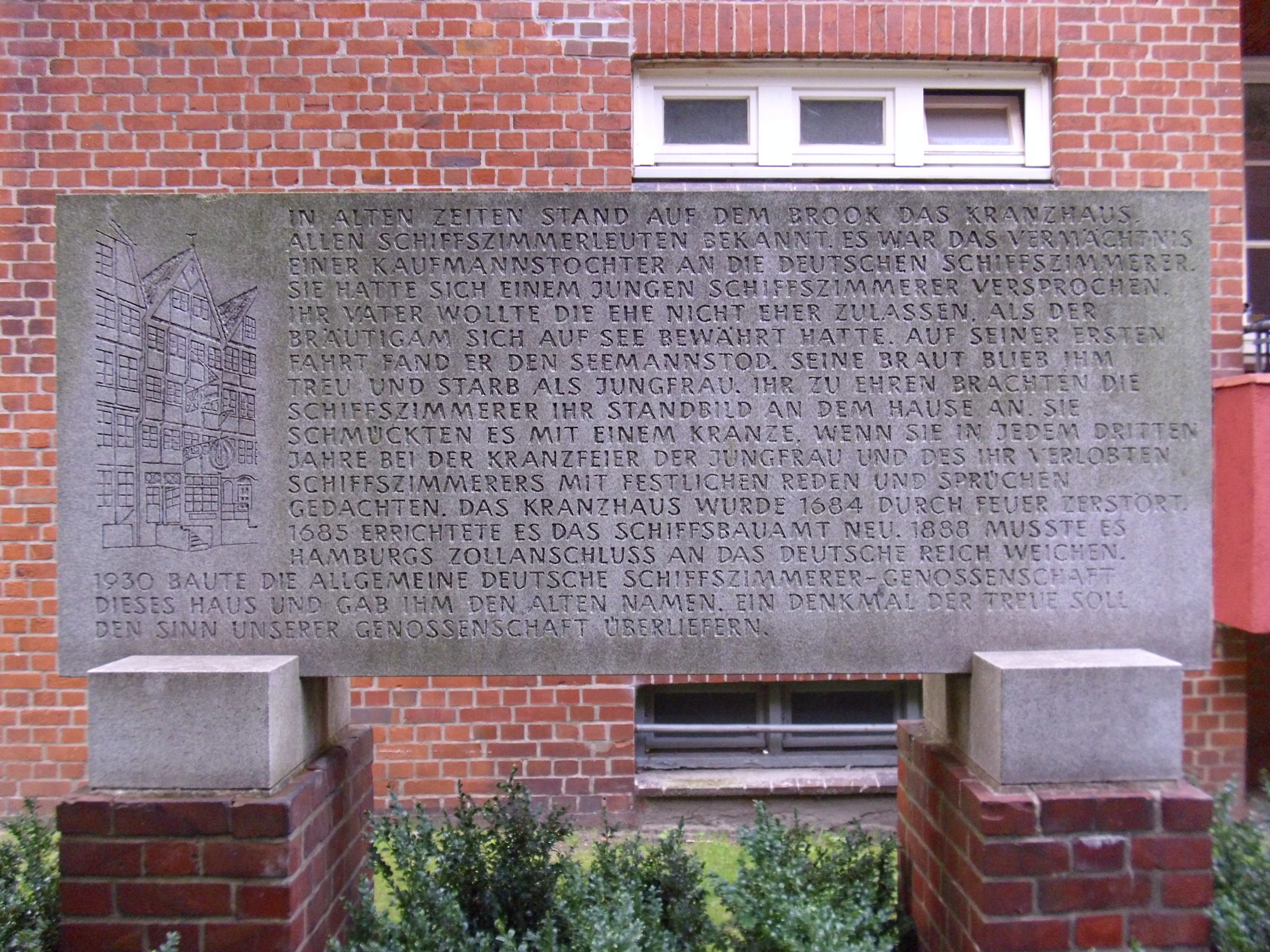
Tafel am Kranzhaus

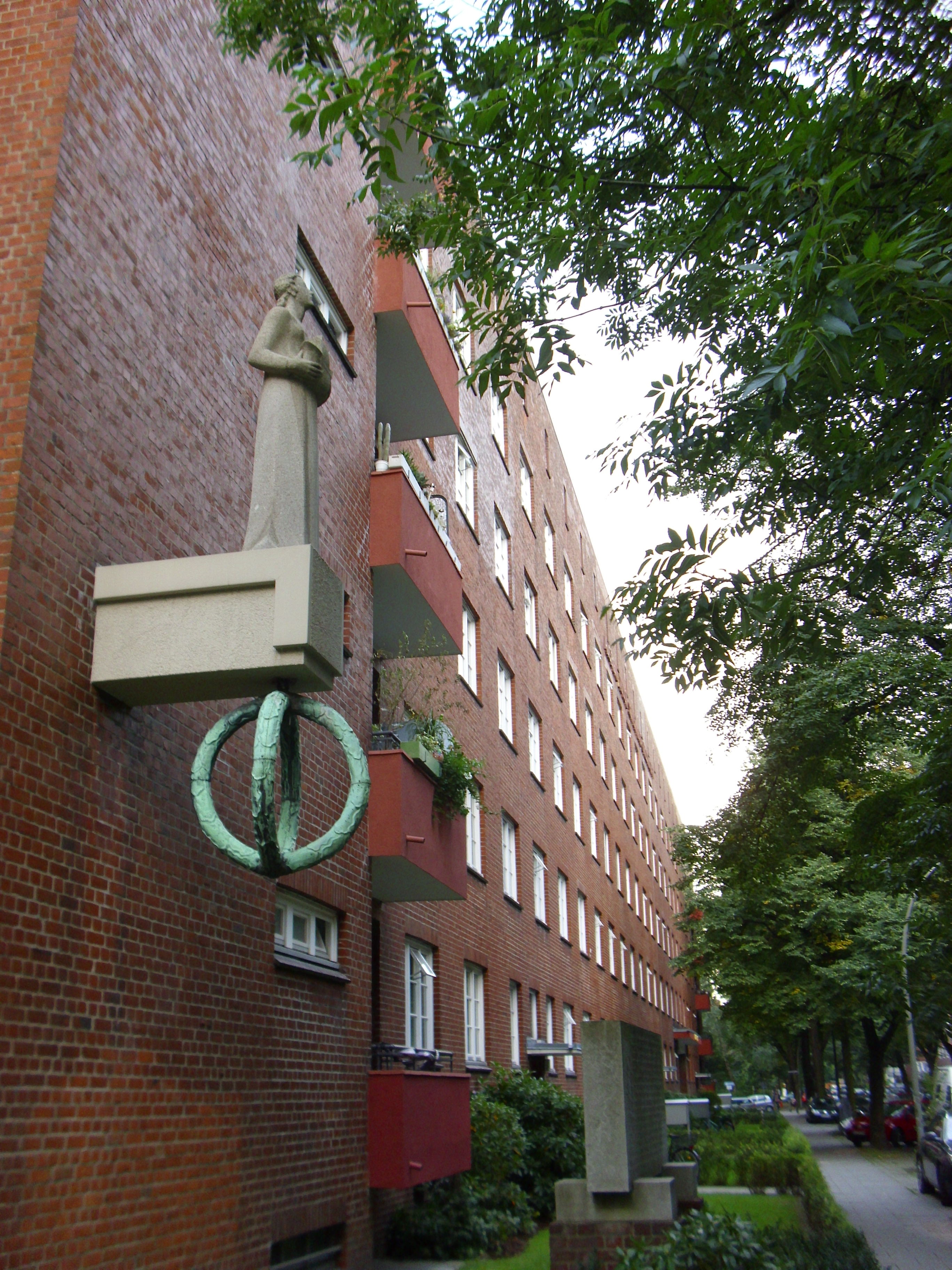
Kranz und Figur

Das Kranzhaus ist eine Wohnanlage der Allgemeinen Deutschen Schiffszimmerer-Genossenschaft in der Hamburger Jarrestadt. Der verklinkerte Bau wurde 1930 von Alfredo Puls und Emil Richter entworfen. Er wird von der Großheidestraße, der Stammannstraße, der Meerweinstraße und dem Martin-Haller-Ring begrenzt. Die Anlage steht unter Denkmalschutz (ID 21454) und umfasst 146 Wohnungen zwischen 46 und 79 m² Fläche.
Das ursprüngliche Kranzhaus, bis zum Abriss für den Bau der Speicherstadt 1884 auf dem Schiffbauerbrook gelegen, war der Sitz der Schiffszimmererzunft und der selbstorganisierten Unterstützungseinrichtungen. Aus den wöchentlichen Pflichtbeiträgen der Mitglieder wurden Kranken- und Altersunterstützungen und Witwen- und Waisenrenten finanziert.
Das barocke Haus ersetzte einen 1684 abgebrannten Vorgängerbau.
Der Name geht nach der Legende auf eine Kaufmannstochter zurück, deren Verlobter auf seiner ersten Reise verstarb und die unverheiratet blieb. Zu ihrem Andenken war das Haus mit einem Kranz geschmückt worden.
Mit dem Verlust der Bedeutung des Holzschiffsbaus wurde das Vermögen der Einrichtung letztlich zum Aufbau einer Wohnungsbaugenossenschaft verwendet, deren Gründung 1875 im Kranzhaus erfolgte.